# Alfred Carlton Gilbert
 Alfred Carlton Gilbert (Salem, Oregon, 15 de febrer de 1884 – Boston, Massachusetts, 24 de gener de 1961) va ser un inventor, atleta, fabricant de joguines i home de negocis estatunidenc.
Gilbert estudià a la Pacific University fins al 1902, quan passà a la de Yale, on va obtenir un títol en medicina esportiva. Consumat atleta, va destacar especialment en salt de perxa, especialitat en què va establir dos rècords mundials. El 1908 va prendre part en els Jocs Olímpics de Londres, on va guanyar la medalla d'or de la prova de salt de perxa del programa d'atletisme. Amb un millor salt de 3m 71cm, la mateixa alçada superada per Edward Cook, aconseguí el batre el rècord olímpic.
Va decidir no practicar la medicina i el 1907 cofundà l'empresa Mysto Manufacturing, fabricant d'elements de màgia, que posteriorment s'anomenà A. C. Gilbert Company. Gilbert va desenvolupar l'Erector Set el 1913, un joc de construcció molt semblant al Meccano.
Abans de 1935 ja havia venut més de 30 milions d'unitats. Amb el temps introduí a la seva línia de productes jocs de química i de microscopi, així com d'altres joguines educatives, acumulant més de 150 patents durant la seva carrera. El 1938, va adquirir els drets de la maqueta de tren American Flyer.
Gilbert fou cofundador de la Toy Manufacturers of America, de la qual va ser el seu primer president.
El 1941 va obrir a Nova York el Gilbert Hall of Science, un primigeni museu de la ciència i la tecnologia que va servir el doble propòsit de fomentar l'interès per la ciència i la venda dels seus productes.
En retirar-se llegà l'empresa al seu fill i després de la seva mort la família es va vendre totes les accions de l'empresa a Jack Wrather.
La ciutat de Salem li dedicà un museu el 1989.